# Sarolta Auguszta walesi hercegnő
Sarolta Auguszta walesi hercegnő, férjezett Sarolta Auguszta szász–coburg–saalfeldi hercegné (angolul: Princess Charlotte Augusta of Wales and the United Kingdom, németül: Prinzessin Charlotte Augusta von Sachsen-Coburg-Saalfeld; London, 1796. január 7. – Esher, 1817. november 6.) hannoveri, brit és walesi hercegnő, házassága révén szász–coburg–saalfeldi hercegné.

## Élete

### Származása és gyermekkora
Sarolta Auguszta brit hercegnő a majdani IV. György brit király (1762–1830) és Karolina braunschweig–wolfenbütteli hercegnő (1768–1821) egyetlen gyermekeként jött világra 1796. január 7-én a londoni Carlton Házban, ami abban az időben édesapja fővárosi rezidenciája volt. Édesapja születésekor a brit trón várományosaként a walesi hercegi címet viselte. A hercegnő érkezése hatalmas örömöt jelentett az egész brit királyi család számára, mivel III. György brit király fiúgyermekei közül a walesi herceg volt az egyetlen, akinek törvényes utódja született Sarolta Auguszta hercegnő személyében. A walesi hercegnőt 1797. február 11-én keresztelte meg a canterburyi érsek, névadói Sarolta mecklenburg–strelitzi hercegnő és Auguszta brit hercegnő voltak, míg keresztapja maga a brit uralkodó.
A hercegnő szüleinek házassága a kezdetektől fogva válságban szenvedett, a brit trónörökös nyílt viszonyt folytatott több nővel is, leánya világra jövetele után pedig a walesi herceg nem is élt egy háztartásban feleségével, sőt, a walesi herceg még leányuk nevelésébe sem engedett beleszólást a hercegnének. Sarolta Auguszta hercegnőt elszakították édesanyjától, édesapja óhajának megfelelően a csecsemő saját háztartást kapott, melyet Lady Dashwood vezetett. Az édesanya férje akaratából kevés időt tölthetett gyermekével, a walesi herceg pedig csak ritkán látogatta meg leányát. Sarolta Auguszta hercegnő szülei ellenségeskedésének áldozata lett, igazán jó kapcsolatot csak apai nagyapjával tudott kialakítani; ám ezt is beárnyékolták a király öregkorában jelentkező porfiria okozta rohamai. Neveltetésére sem a Lady Dashwoodot felváltó Elgin grófné, sem az őt követő de Clifford báróné nem fordított nagy gondot. Nehezen kezelhető, erőszakos és akaratos gyermekként jellemezték. 1805-től kezdve a királyi nagyapa is beleszólt egyetlen törvényes unokája képzésébe: John Fisher exeteri püspököt rendelte mellé vallásoktatónak, azonban a hercegkisasszonyra nem gyakorolt mély benyomást az egyházfi. Jane Mary Guest zeneszerzőnő tanította zongorázni, s Sarolta Auguszta hercegnő tökéletes zongorista lett. Kedvenc zeneszerzői közé tartozott Joseph Haydn és Wolfgang Amadeus Mozart.

### Házassága

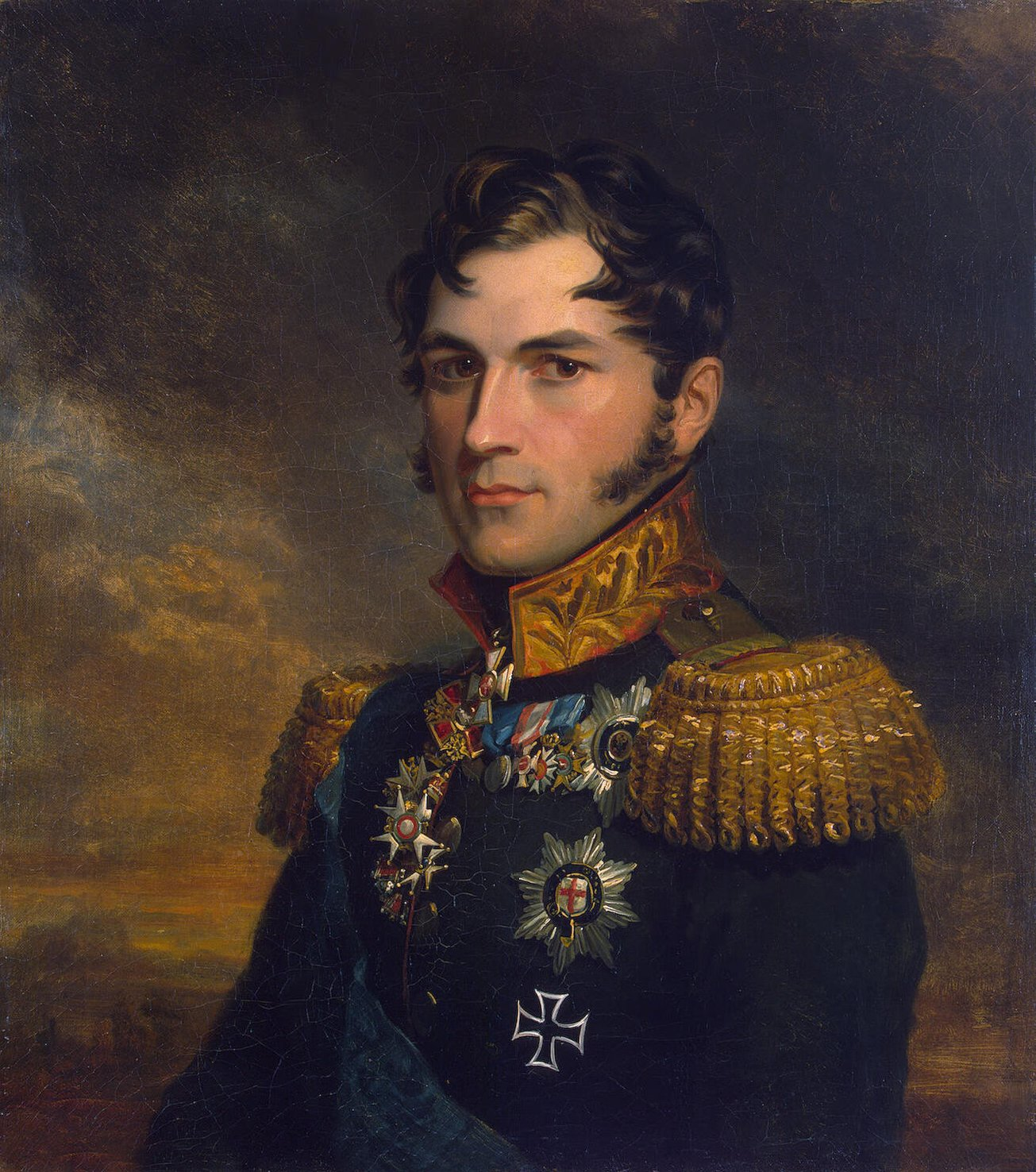
Lipót szász–coburg–saalfeldi herceg (George Dawe festménye)

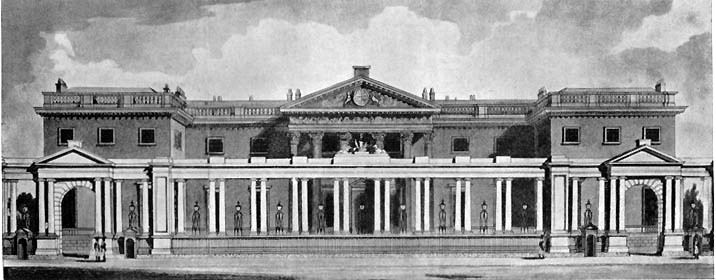
A Carlton House (London, The Mall) az 1810-es években.

Nagyapja elmeállapotának elborulása után Sarolta Auguszta hercegnő édesapja vette át a kormányzást régensként. Apa és leánya között egyre mélyült a szakadék, melyben most már politikai nézeteik eltérése – a herceg régensként a torykat támogatta, azonban korábban leányához hasonlóan whig-párti volt – közrejátszott. Az édesapa leánya megfelelő kiházasításán fáradozott, első jelöltje Vilmos holland királyi herceg volt, őt azonban a hercegnő és édesanyja egyaránt elutasították. Ennek ellenére 1814. június 10-én a walesi hercegnő aláírta a házassági szerződést, melynek értelmében a brit és a holland trón egyesülését elkerülendő a brit korona a házaspár majdani elsőszülött, a holland korona pedig a másodszülött gyermekére szállt volna. Az eljegyzést végül nem sokkal később bontották fel az afölötti vita miatt, hogy fogadhatják-e otthonukban a régensherceg által jóformán száműzött walesi hercegnét, a menyasszony édesanyját.
A második jelölt az orosz cári hadsereg tisztje, Lipót szász–coburg–saalfeldi herceg (1790–1865) volt, akihez elsősorban a hercegnő ragaszkodott, miután a herceg megnyerte tetszését. A fiatalok még a hercegnő első jegyessége alatt találkoztak egy londoni bál alatt, a napóleoni háborúk zavaros időszakában azonban nem gondolhattak a házasságra. Sarolta Auguszta azonban kitartónak bizonyult az ügyben, s elérte, hogy édesapja személyesen fogadja a vőlegényjelöltet, meggyőzendő őt Lipót herceg alkalmasságáról. A szász–coburg–saalfeldi herceg 1816 februárjában vett részt egy vacsorán a régenshercegnél, ahol kedvező hatást gyakorolt majdani apósára. Sarolta Auguszta hercegnő így írt az aznap estéről naplójába: „elbűvölőnek találtam, és boldogabban feküdtem le, mint eddigi életemben bármikor … Tényleg nagyon szerencsés teremtménynek mondhatom magam, Istennek köszönhetően. Egy hercegnőnek, azt hiszem, sosem alakul az élete (vagy a házassága) úgy, hogy kilátása legyen a boldogságra, az igazi családira, mint a többi embernek.” Az esküvőt a parlament beleegyezésével 1816. május 2-án tartották a Carlton House régensi palotában. Minthogy a menyasszony édesapja után a brit trónöröklési sorban a második helyen állott, férje az angol hadseregben tábornagyi rangot kapott, a parlament jelentős évjáradékot ítélt meg neki és a Térdszalagrend lovagjává ütötték. A házastársak kapcsolata kiegyensúlyozott és harmonikus volt, a pár boldogan élt a brit nemzettől ajándékba kapott és „fő otthonként” használt Claremont vidéki kúriában. Sarolta Auguszta hercegnő úgy jellemezte férjét, mint „a legtökéletesebb szeretőt”. A hercegnőre környezete szerint férje jó hatással volt, kiegyensúlyozottabbá és nyugodtabbá tette.

### Halála és emlékezete
Nem sokkal esküvőjüket követően Sarolta Augusztának két vetélése is volt. 1817 februárjában ismét megfogant, és bár egészséges volt, az orvosok minden óvintézkedést megtettek. Az akkori egészségügyi elveknek megfelelően ez szigorú diétát és rendszeres köpölyözést jelentett, ami együttesen jelentősen legyengítette az állapotos hercegnőt.
1817. november 3-án estefelé megindult a szülés. Ötven órányi vajúdás után halva született meg a fiúgyermek. A szülés után a hercegnő jól érezte magát, de nemsokára nyugtalan lett, légzési nehézségei támadtak és pulzusa egyre erőtlenebbé vált. Öt és fél órával a szülés után meghalt, feltehetően egy fel nem fedezett belső vérzés következtében. A szülést levezető orvos, Sir Richard Croft helyesen ismerte fel, hogy a magzat keresztfekvése akadályozta meg a szülést, de nem használt semmilyen segédeszközt, hogy a magzat fekvését megváltoztassa. Mivel a hercegnő halála miatt saját magát okolta, három hónappal később öngyilkosságot követett el, miközben éppen szülést vezetett le. A hercegnőt a windsori kastély Szent György kápolnájában temették el 1817. november 19-én, fiát a lábához helyezték. A hercegnő később az 5. dragonyos testőrezred és a Berkshire-ezred névadója lett; a vidéki Red House kastély parkjában egy obeliszket emeltek emlékére.
Sarolta Auguszta walesi hercegnő halála azt jelentette, hogy III. György brit királynak nem maradt egyetlen élő, törvényes unokája sem. A hercegnő édesanyjának halála után édesapja nem nősült újra, és fivéreinek sem született törvényes fiúgyermeke. IV. György brit király halála után ezért a brit trónra Eduárd kenti és strathearni herceg leánya, Viktória brit királynő került. Lipót szász–coburg–saalfeldi hercegnek később felajánlották az újonnan függetlenedett belga trónt; a herceg másodszor is megnősült.

## Fordítás
- Ez a szócikk részben vagy egészben  a   Princess Charlotte Augusta of Wales című angol Wikipédia-szócikk ezen változatának fordításán alapul.  Az eredeti cikk szerkesztőit annak laptörténete sorolja fel. Ez a jelzés csupán a megfogalmazás eredetét és a szerzői jogokat jelzi, nem szolgál a cikkben szereplő információk forrásmegjelöléseként.